# أيليماس
الملك أيليماس (ولد عام 350 قبل الميلاد)، هو أقدم ملك نوميدي مُوثق لمملكة الماسيل «نوميديا الشرقية» يكون على الأرجح أحد أجداد الملك النوميدي «ماسنسن» ماسينيسا الذي سيوحّد مملكة نوميديا بعد ذلك في نهاية القرن الثالث ق.م.

## تاريخ

صورة تبين شجرة ملوك نوميديا

المصدر الوحيد الذي يتكلّم عن هذا الملك هو ديودور الصقلي وذلك في معرض حديثه عن حملة طاغية سيراقوسة آغاثقلس، والذي أراد أن يقلّد الإسكندر المقدوني في فتوحاته فأعلن «آغاثقلس» الحرب ضد قرطاج ونزل إفريقية سنة 310 ق.م بالرأس الطيب واجتاح مدينة «نيابوليس» بالقرب من نابل تونس ثم حاصر مدينة هادروميت وتابسوس بالقرب من سوسة في تونس وهنا قصد الملك أيليماس الذي يذكر على أنه ملك الليبيين الذين لا يخضعون لسلطة قرطاجة ومملكته تقع غرب الأراضي القرطاجية من حوالي وسط الأراضي التونسية إلى الغرب من ناحية شرق الجزائر وبالتالي فهي تطابق نوميديا الشرقية والتاج الماسيلي.
تحالف «آغاثقلس» مع الملك أيليماس ضد قرطاجة ولكن الحلف لم يدم طويلاً لأسباب مجهولة ولكن على الأرجح يكون أيليماس عرف أنه لا جدوى من التخلص من غريب لاستبداله بغريب آخر وانقلب أيليماس على آغاثقلس فقام هذا الأخير باجتياح الأراضي الليبية الخاضعة له وقُتل الملك أيليماس أثناء أحد المعارك ثم اجتاح آغاثقلس مدينة دقّة (Dougga) النوميدية (غرب تونس) والتي ذكرت على أنها مدينة كبيرة مزدهرة وستبقى دقة من أهم المدن النوميدية حتى بعد توحيد المملكة في 202 ق.م وفيها عثر على الضريح الفخري للملك «ماسنسن» والذي بناه له ابنه الملك مكواسن في القرن الثاني ق.م.
بعد مقتل الملك «آيليماس» يذكر المصدر أن آغاثقلس استبقى عنده من الخيالة النوميد وأنه استعمل العربات النوميدية التي تجرها الأحصنة في حروبه مما يدل على أن جيش «أيليماس» كان نظاميا ومتطوراً ولكن آغاثقلس أُجبر على التراجع إلى صقلية لمواجهة منافسيه في الحكم وعقد الصلح مع قرطاجة.
يجدر الملاحظة كذلك أن الفترة الزمنية التي تعود للملك «أيليماس» في القرن الرابع ق.م هي نفسها الفترة التي يعود إليها ضريح إيمدغاسن الماسيلي في مدينة باتنة شرق الجزائر.